# Trap
El trap és un subgènere musical del rap, aparegut al principi de la dècada del 1990 com una evolució del gangsta rap i el crunk. S'originà als suburbis de la ciutat estatunidenca d'Atlanta, on hi ha les trap houses, cases on es ven crac i altres drogues, i on els consumidors es troben «atrapats» en el seu propi slang al marge del sistema. La seva popularitat va augmentar a nivell internacional entre els anys 2010 i 2019.
A nivell de composició, el trap no és un estil musical interpretat amb instruments orgànics, sinó que la producció es basa en l'ús d'un ordinador amb programari d'edició de so, sintetitzadors, una caixa de ritmes i diversos efectes de so per a fer beats i melodies, sovint a càrrec d'una persona especialitzada anomenada beatmaker, encara que es poden aprofitar cançons i fer-ne remixos, tot per acompanyar la veu filtrada amb Auto-Tune.

## Història
El rap va començar als anys 1970 al barri novaiorquès del Bronx com una música de reivindicació social. Més endavant, als 1990, a causa dels interessos de la indústria musical es va redirigir cap a lletres «de carrer», deixant de banda el discurs polític, i així tenir més impacte en el públic. Entre els primers trapers coneguts es troba Gucci Mane i el seu Trap House (2005). A principis de la dècada del 2010 la popularitat del trap va augmentar gràcies a artistes com Drake, Nicki Minaj, Kendrick Lamar, XXXTentacion i A$AP Rocky, entre d'altres.
El trap a Amèrica Llatina es va originar a Puerto Rico i, influenciat pel reggaeton, va guanyar popularitat a partir de 2007 a tot el continent.
L'èxit global de la música trap té molt a veure amb el desenvolupament i l'accessibilitat de la tecnologia i les xarxes socials. El trap és el primer estil musical en el qual persones sense discogràfica o diners per pagar-se una maqueta poden fer música des de l'ordinador de casa. El fet de penjar aquestes cançons i videoclips a les plataformes digitals ha canviat la forma de fer, pensar i comunicar la música.

## Trap als Països Catalans

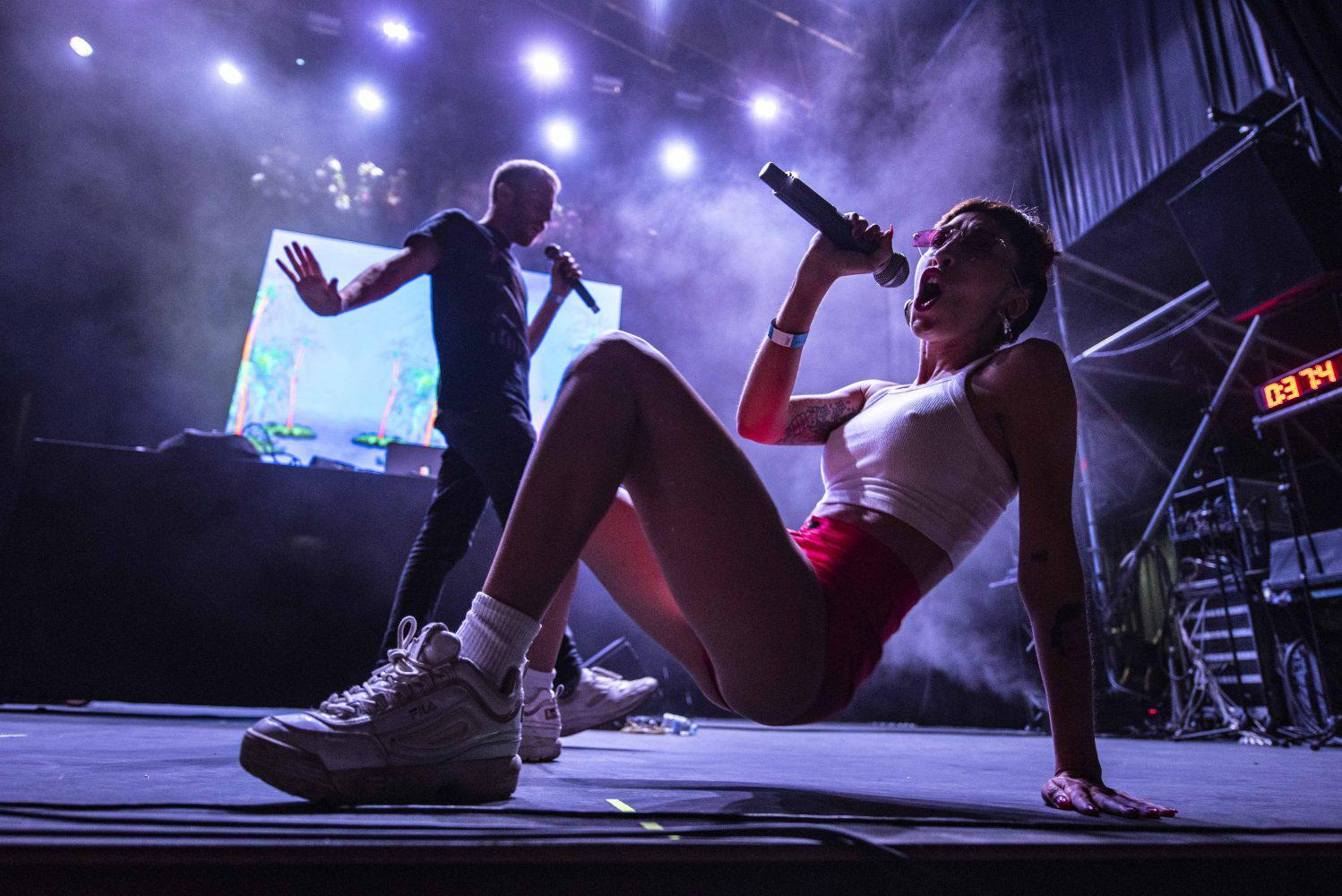
Mueveloreina en una actuació

El trap als Països Catalans presenta diferències amb el trap primogènit, ja que prioritza la lletra als beats i les instrumentals, al contrari que als Estats Units. Entre les bandes i artistes destaquen PAWN Gang, Bad Gyal, Pimp Flaco, Kinder Malo, Cecilio G i Lildami. També destaca 31 Fam, una formació que ha consolidat el trap a Catalunya amb un estil autèntic i lletres en català.  El barceloní Rojuu és un dels més joves representants de l'emo trap, gènere musical que vessa angoixa juvenil.